# Rocchetta Mattei
La Rocchetta Mattei és un castell construït a la segona meitat del segle xix, que barreja eclècticament diferents estils, des del medieval fins al morisc. Està situat als Apenins entre la Toscana i la Emília, en un turó a 407 metres sobre el nivell del mar, a la localitat de Savignano, municipi de Grizzana Morandi, a la ciutat metropolitana de Bolonya.

## Història

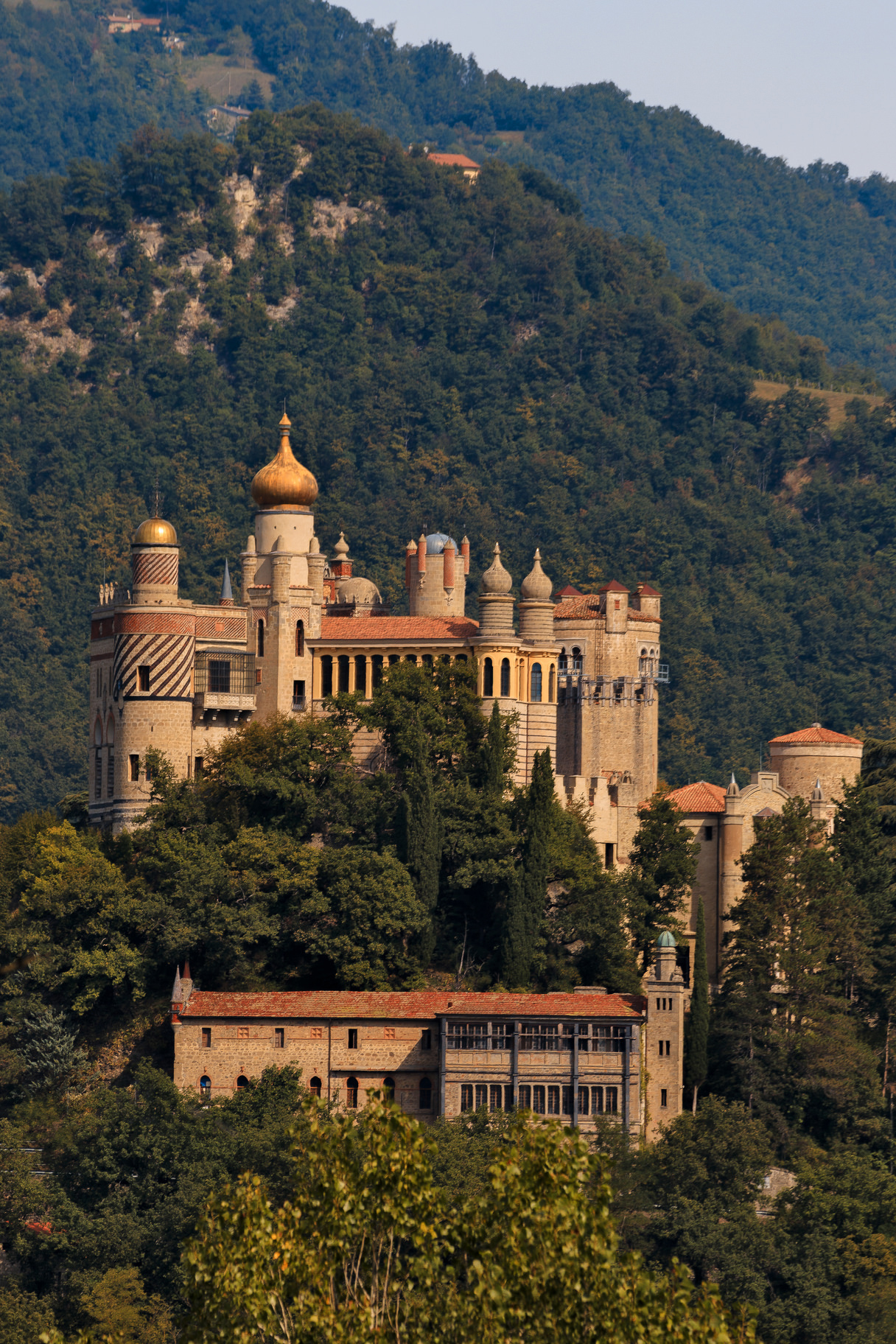
Vista exterior

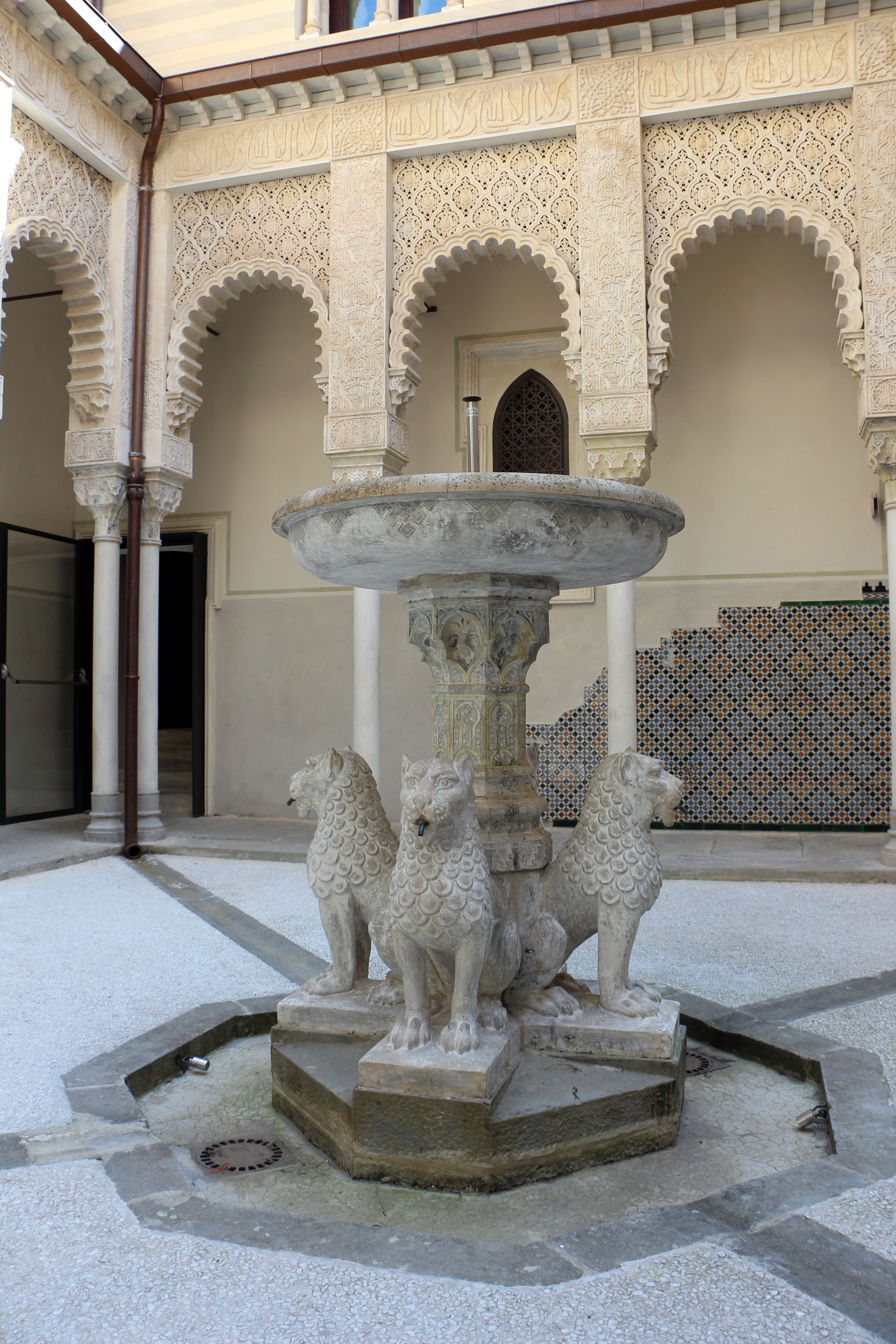
Pati dels Lleons (Rocchetta Mattei)

#### Fortalesa medieval
El conjunt d'edificis que conformen el castell actual està ubicat en un complex medieval que va pertànyer als emperadors Frederic Barbarroja i Ottó IV, i sota el domini de la poderosa Comtessa Matilde de Canossa. La necessitat de defensar el passatge sobre el Rin, va fer que el castell fos important per als governants de l’època. Havent caigut en mans dels bolonyesos i després de crear una línia defensiva més avançada, la fortalesa es va inutilitzar i fou destruïda el 1293.

#### Castell eclèctic
A l'any 1850 el comte Cesare Mattei va adquirir les terres on reposaven les ruïnes de l'antiga fortalesa dels Apenins i el novembre del mateix any va dirigir personalment la construcció del que va anomenar Rocchetta (diminutiu de Rocca: fortalesa en italià), on a partir del 1859 va establir-hi la seva llar.
L'estil de la Rocchetta Mattei (a 32 quilometres de Bolonya) és un eclèctic conjunt d'influències arquitectòniques i culturals, una mescla d'art medieval, gòtic i morisc. La tècnica orientalista és prou notòria a la capella, amb un entramat de columnes a l'estil de la Mesquita de Còrdova i en un pati àrab inspirat amb l'Alhambra de Granada. A vegades, el castell fa gala d'un cert surrealisme i adopta sovint l'artifici pel que fa als materials i als efectes, com és el cas de vitralls pintats.

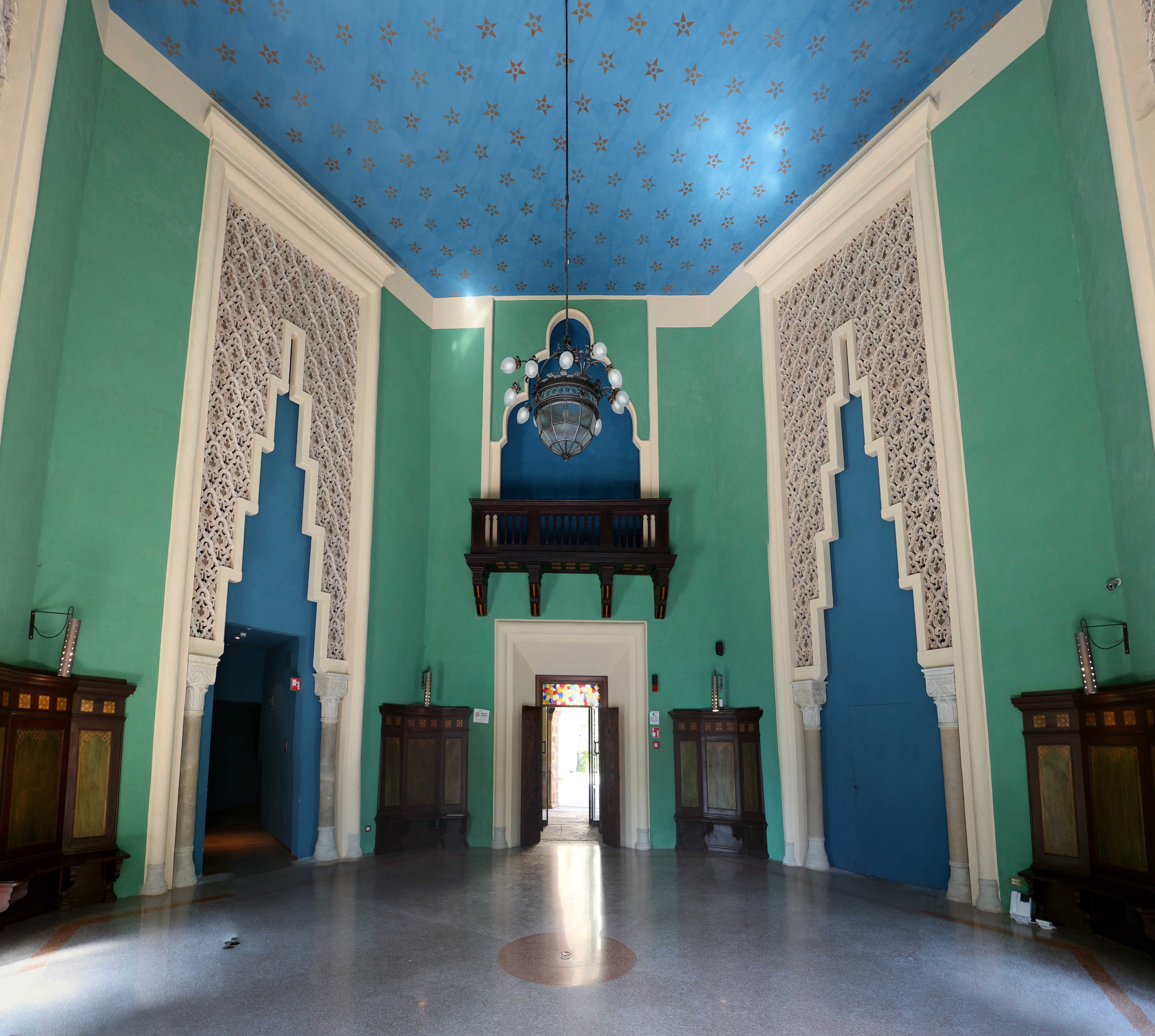
Sala dels Nonagenaris.

Mattei simplement creava els espais a caprici, amb una disposició de cambres connectades entre elles que formen un autèntic laberint. El seu gust per l'extravagància es manifesta també en el nom i sentit d'algunes estances, per exemple, la "Sala dels Nonagenaris" destinada exclusivament a un banquet per celebrar el seu norantè aniversari. El seu pla: 90 persones de 90 anys omplirien els seients per a 90 convidats i després ho celebrarien tota la nit. Malauradament, Mattei no va poder fer realitat el seu somni i va traspassar als 87 anys.
Després de passar per diversos propietaris, el castell va ser abandonat i durant la dècada dels 80 va començar a derruir-se. Finalment va ser donat a la ciutat de Bolonya per a la seva conservació. A començament d'aquest segle, una fundació financera local va comprar-lo i va prendre'n el control per a la seva preservació, i actualment es pot visitar amb reserva.

#### El Comte Mattei

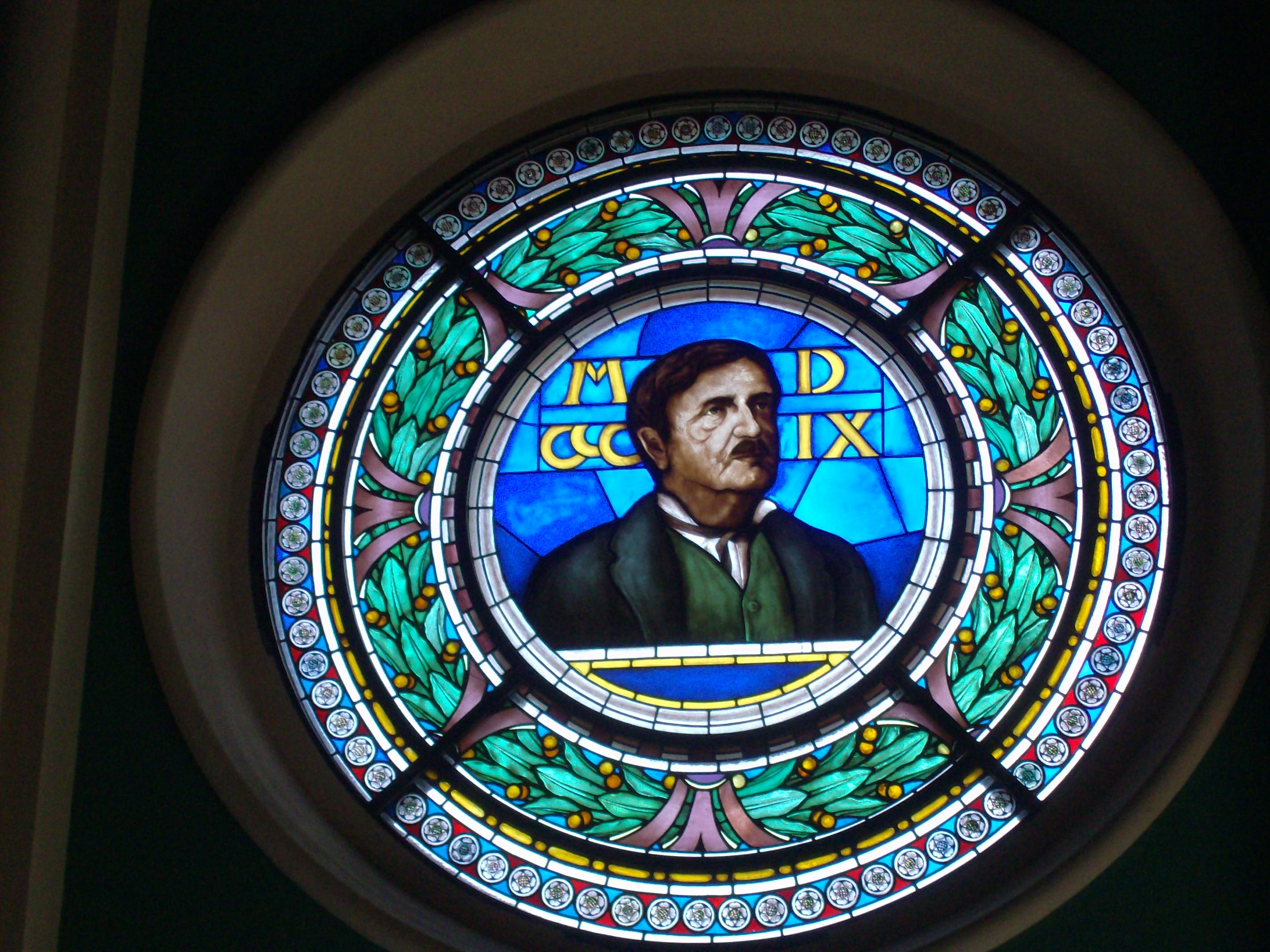
Retrat de Cesare Mattei en un vitrall

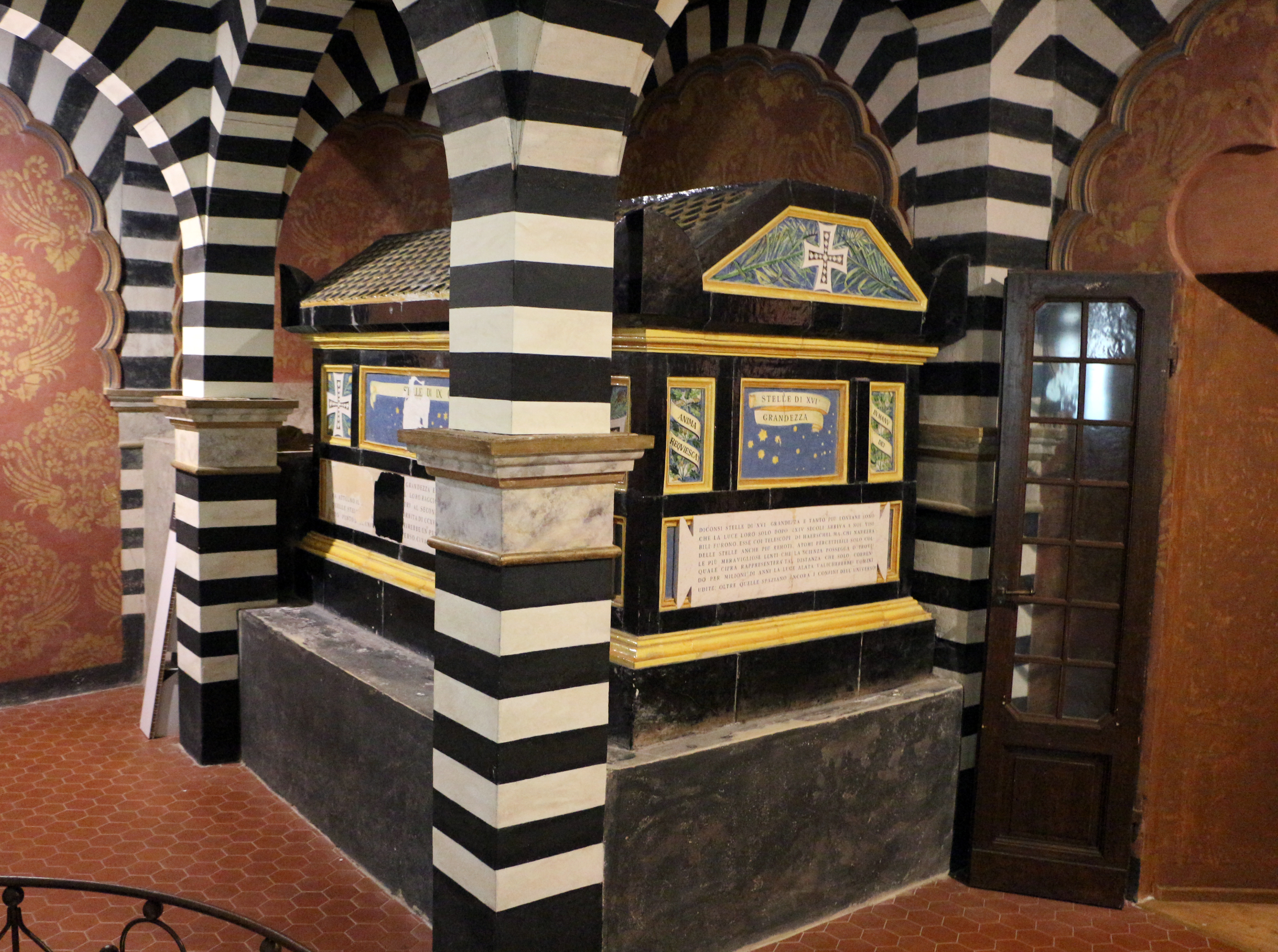
La tomba del comte Mattei

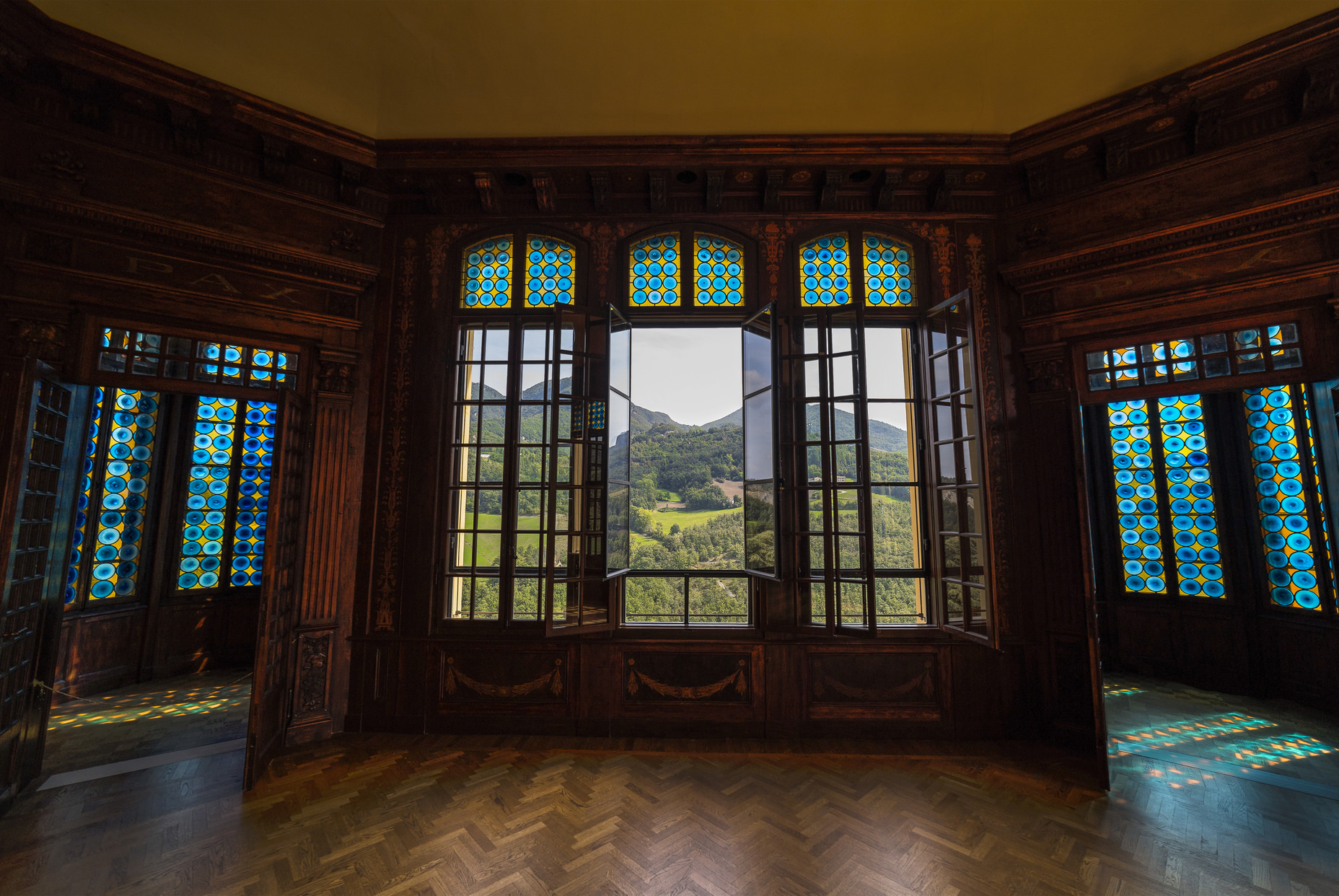
Interior amb vista als Apenins.

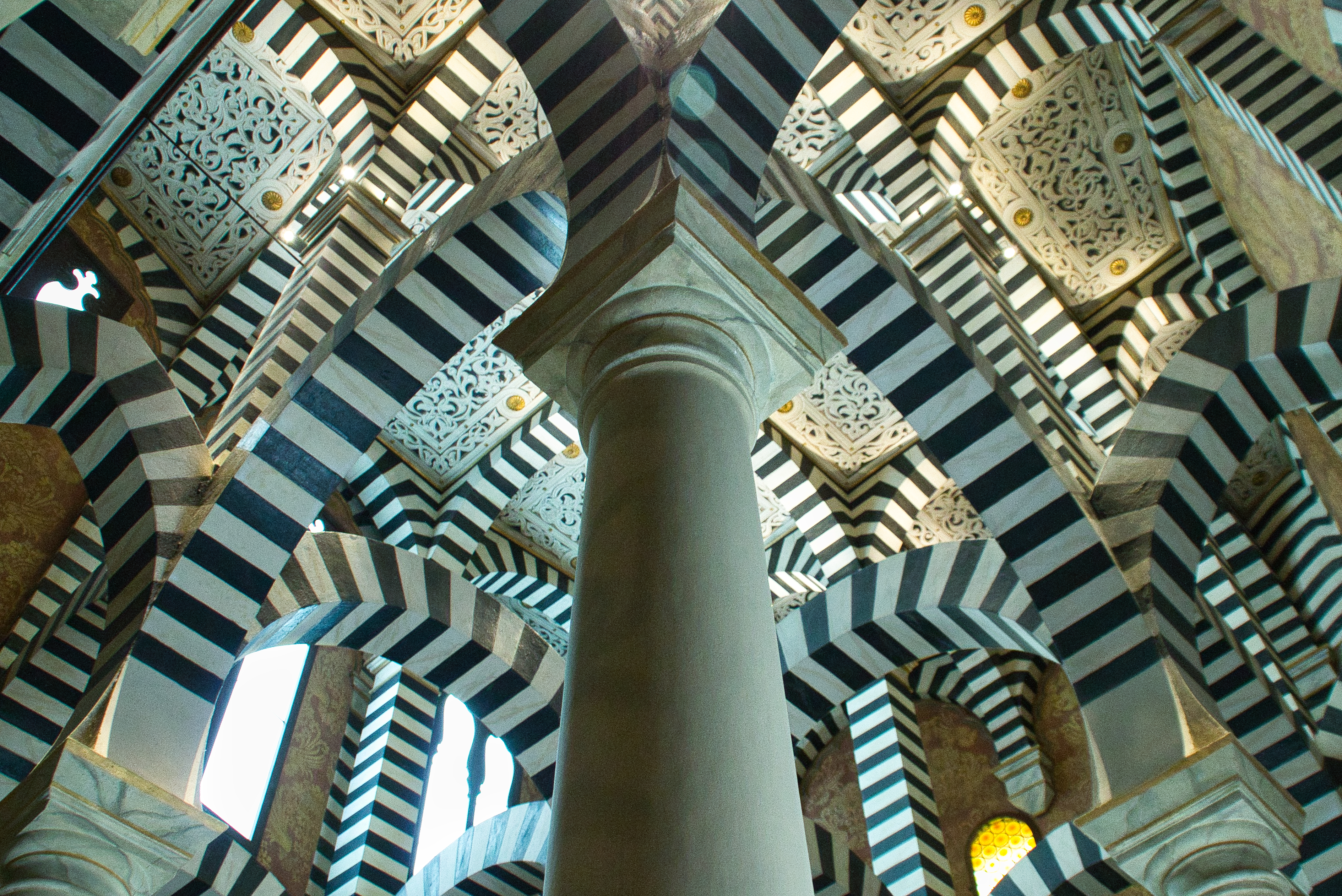
Sala dels Arcs.

El comte Cesare Mattei (1809-1896) fou un home de lletres, polític i metge autodidacte, fundador de l'electromeopatia, una pràctica basada en l'homeopatia.
La mort de càncer de la seva mare a l'any 1844 va enfrontar-lo amb la medicina tradicional de l'època que, segons ell, no va fer res per curar-li la malaltia. Aquest va ser el motiu pel qual va abandonar la carrera política per estudiar i experimentar amb un nou remei curatiu que anomenà electromeopatia. Mattei pretenia desenvolupar un peculiar sistema de salut basat en l'energia vital i l'electricitat que emanaven les plantes per curar totes les malalties humanes, fins i tot el càncer. Convençut que havia trobat una mena de pedra filosofal, va fer-ne divulgació fins al punt de dur-lo a una certa fama entre els anys 1860 i 1880. Fiodor Dostoievski cita aquest personatge a la seva obra "Els germans Karamazov", quan en un capítol fa dir al diable que va aconseguir curar-se d'un reumatisme terrible gràcies a un llibre i a les gotes del comte Mattei.
Després de la seva mort al 1896, els seus hereus continuaren produint i distribuint el "Remei Mattei" fins que els laboratoris foren clausurats a l'any 1959. L'electromeopatia de Mattei encara es practica en alguns racons del món com l'Índia i el Pakistan.

## Curiositats de la Rocchetta Mattei
Durant la Segona guerra mundial les tropes alemanyes van fer malbé l'interior de l'edifici. Al final del conflicte, l'última hereva Iris Boriani, sense poder vendre la Rocchetta, la va oferir gratuïtament al municipi de Bolonya, però aquest no va acceptar la donació.
Les seves estances van hostejar a personatges il·lustres com la reina Victoria, Lluís III de Baviera i el tsar Alexandre II.
La Rocchetta és el teló de fons de la novel·la policíaca de l'escriptor bolonyès Loriano Macchiavelli, Delitti di gente qualunque, publicada al 2009.

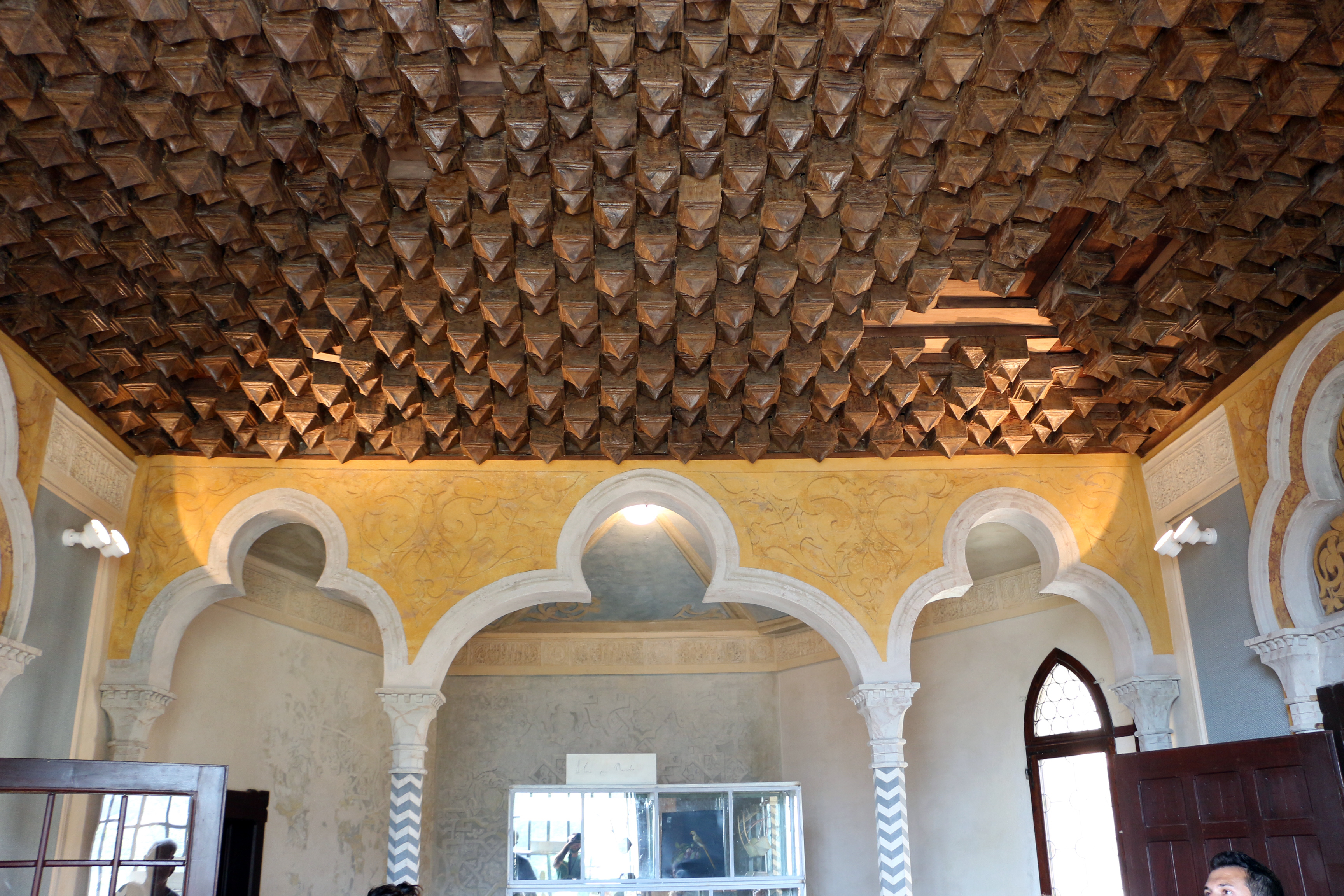
Sala de recepció.

Les següents pel·lícules han estat ambientades a la Rocchetta Mattei:
- Balsamus, l'uomo di Satana, 1968, de Pupi Avati
- Tutti defunti... tranne i morti, 1977, de Pupi Avati
- Enrico IV, 1984, de Marco Bellocchio